# Vùng vạch phát xạ hạt nhân ion hóa thấp

Thiên hà Sombrero (M104) được quan sát bằng Kính viễn vọng Không gian Hubble (HST). Thiên hà Sombrero là một ví dụ rõ nét về thiên hà LINER.

Vùng vạch phát xạ hạt nhân ion hóa thấp (LINER) là một loại nhân thiên hà được xác định bằng vạch quang phổ của nó. Quang phổ dễ quan sát (quang phổ mạnh) thường là vạch quang phổ của các nguyên tử trung tính hoặc nguyên tử bị ion hóa yếu, chẳng hạn như O, O+, N+ và S+. Trong khi đó, vạch phổ của các nguyên tử bị ion hóa mạnh (chẳng hạn như O++, Ne++ và He+) lại tương đối yếu. Loại hạt nhân thiên hà này được Timothy Heckman phát hiện lần đầu và ghi lại trong phần thứ ba, loạt bài về quang phổ của hạt nhân thiên hà xuất bản năm 1980.